# Alwin Berger
Alwin Berger (Möschlitz, 28 augustus 1871 - Stuttgart, 21 april 1931) was een Duits botanicus. Hij heeft bijgedragen aan de nomenclatuur van vetplanten, voornamelijk van agaves en cactussen.

## Biografie
Berger werkte in de botanische tuinen in Dresden en Frankfurt am Main. Hij was van 1897 tot 1914 conservator van de Giardini Botanici Hanbury, een botanische tuin die onder het bestuur valt van de Universiteit van Genua in Italië. Nadat hij van 1914 tot 1919 verder onderzoek had verricht in Duitsland, ging Berger voor drie jaar in de Verenigde Staten studeren. De laatste jaren van zijn leven was hij directeur van de afdeling plantkunde in het natuurhistorisch museum in Stuttgart.

## Werk
Zijn grootste werk, Die Agaven, werd gepubliceerd in 1915 en beschreef 274 soorten agaves. Ze werden daarbij onderverdeeld in drie secties: Littaea, Euagave en Manfreda. Hij beschreef in 1925 ook een nieuw geslacht cactussen: Roseocactus.
De geslachten Bergerocactus en Bergeranthus werden naar Berger vernoemd.
- Bibsys: 3015026
- Bibliothèque nationale de France: cb12383629q (data)
- Author citation (botany): A.Berger
- Gemeinsame Normdatei: 116130474
- International Standard Name Identifier: 0000 0001 1043 0491
- Library of Congress Control Number: no2023037162
- Nationale Bibliotheek van Tsjechië: mub2016901432
- Nationale Bibliotheek van Polen: a0000003418627
- Nederlandse Thesaurus van Auteursnamen: 094891311
- Système universitaire de documentation: 133765792
- Museum of New Zealand Te Papa Tongarewa: 51386
- Trove: 1202980
- Virtual International Authority File: 20423879
- WorldCat: E39PBJyrRhFBr4xKRgwbWpwKVC